# Charles Bento Evangelista
Charles Bento Evangelista (Goiânia, 25 de dezembro de 1974), é um empresário e político brasileiro, filiado ao Partido Renovador Trabalhista Brasileiro (PRTB). Atualmente, é deputado estadual de Goiás, esta no segundo mandato.

## Projetos
Autor do projeto que estádios no estado de Goiás, com capacidade superior a 10 mil torcedores terão o reconhecimento biométrico, sancionado pelo governador Ronaldo Caiado (DEM) no último dia 2 de janeiro 2019, uma lei que obriga a implantação da identificação biométrica dos torcedores. O projeto tramitava desde 2017 na Assembleia Legislativa.